# 沃勒什托
沃勒什托，是匈牙利维斯普雷姆州所辖的一个村，总面积6.19平方公里，总人口96，人口密度15.5人/平方公里（2010年1月1日）。